# اولبرسدورف (زاکسن)
اولبرسدورف (به آلمانی: Ulbersdorf) یک منطقهٔ مسکونی در آلمان است که در هون‌اشتاین (زکزیش. شوایتز) واقع شده‌است. اولبرسدورف ۸٫۴۶ کیلومتر مربع مساحت دارد ۲۸۲ متر بالاتر از سطح دریا واقع شده‌است.